# Aposento

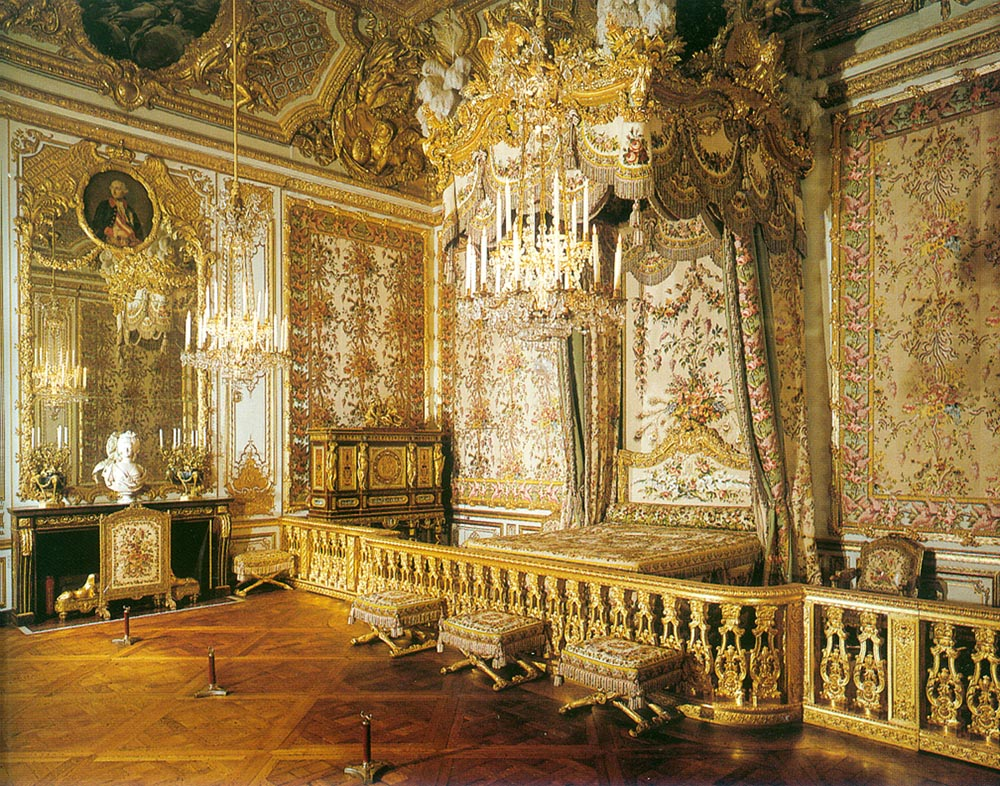
Aposento de la reina en Versalles

El término aposento tiene el significado de cuarto, pieza o habitación de una casa aunque también el de hospedaje, posada o asentamiento. Utilizado generalmente en plural, aposento hace referencia a las dependencias privadas de las personas residentes en palacios o castillos. 
Antiguamente, se distinguían los siguientes tipos de aposento:
- Aposento de corte. Vivienda que se destinaba para habitación de los monjes de la casa real que vivían de asiento en la corte.
- Casa o regalía de aposento. El servicio que la villa de Madrid hacía al rey dando una parte de todas las casas para el aposento de la corte. Se llamaba así también la misma vivienda que se repartía a los que el rey daba aposentamiento o la renta que se cobraba por este derecho de las casas que tenían transigido este servicio a dinero.
- Junta de aposento. Reunión de personas que estaban encargadas de disponer las habitaciones para la servidumbre de palacio también llamado congal.